# Central (Bahia)
Central is een gemeente in de Braziliaanse deelstaat Bahia. De gemeente telt 18.029 inwoners (schatting 2009).